# Die Verspottung Christi
Die Verspottung Christi ist ein Gemälde von Matthias Grünewald und zählt zu seinen Frühwerken (um 1503–1505). Es befindet sich heute in der Alten Pinakothek in München.

## Bildbeschreibung
Jesus von Nazareth sitzt mit verbundenen Augen auf einer niedrigen Steinmauer. Seine Hände und Arme sind mit einem Seil gefesselt. Vor ihm steht ein Folterknecht, der an dem Seil zieht und dem Bildbetrachter den Rücken zukehrt. Ein weiterer Folterknecht hat die Faust erhoben, um auf den Gefesselten einzuschlagen, und zerrt ihn gleichzeitig am Haar. Von rechts tritt ein Mann hinzu, der in seiner linken Hand einen Stab trägt und mit seiner rechten Hand den im Zuschlagen begriffenen Folterknecht zurückhält. Ein älterer Mann hat sich diesem zugewandt, ihm die Hand auf die Schulter gelegt und scheint auf ihn einzureden. Im Bildhintergrund befinden sich drei weitere Männer: Am linken Bildrand ist ein Spielmann erkennbar, der auf einer Einhandflöte spielt, während er gleichzeitig die Trommel schlägt. Der jüngere der zwei anderen Männern blickt unbeteiligt, fast heiter. Der dritte, von dem am rechten Bildrand nur der Kopf ersichtlich ist, scheint gramvoll das Gesicht zu verziehen.

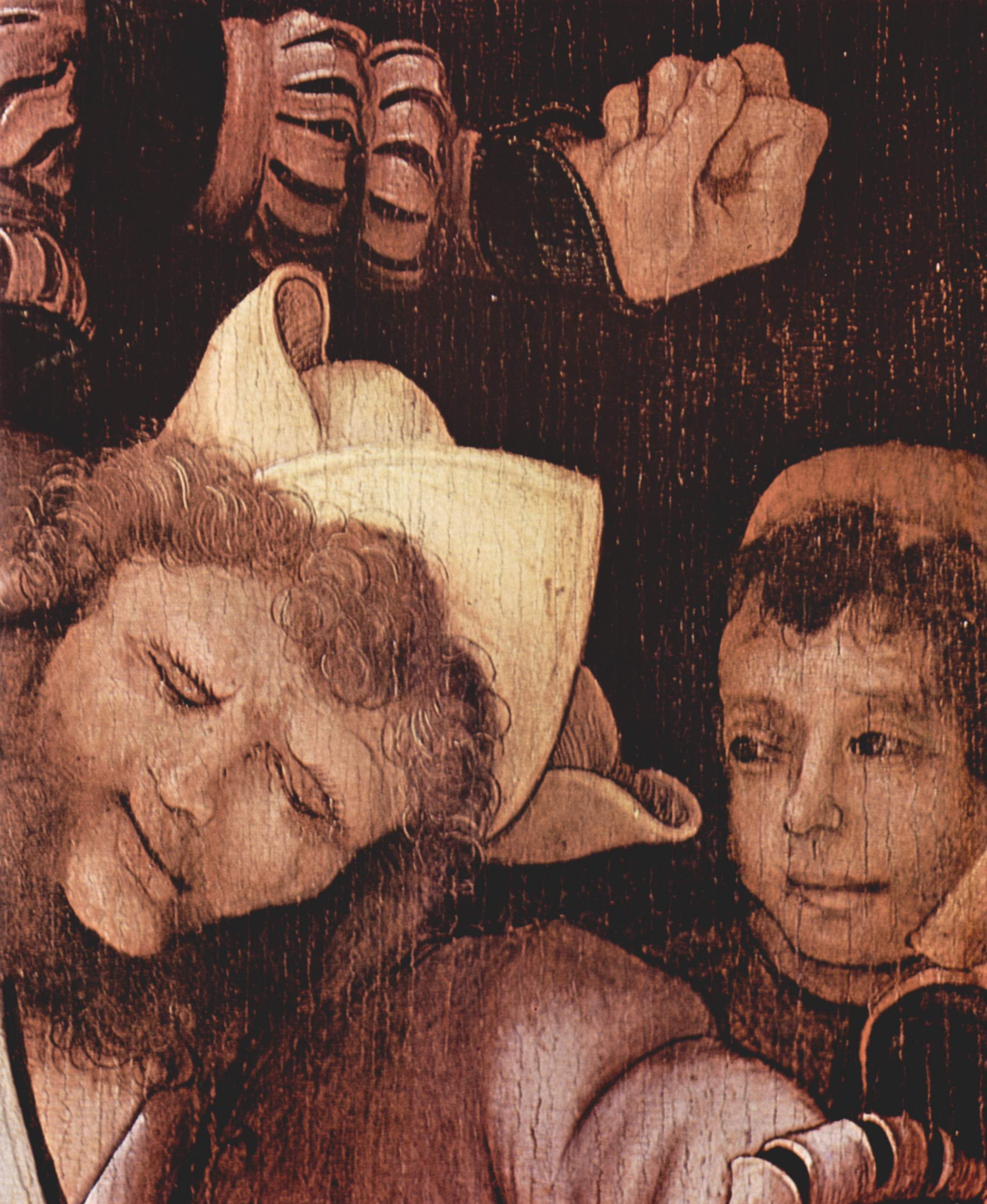
Detailansicht der Spötter in der Verspottung Christi
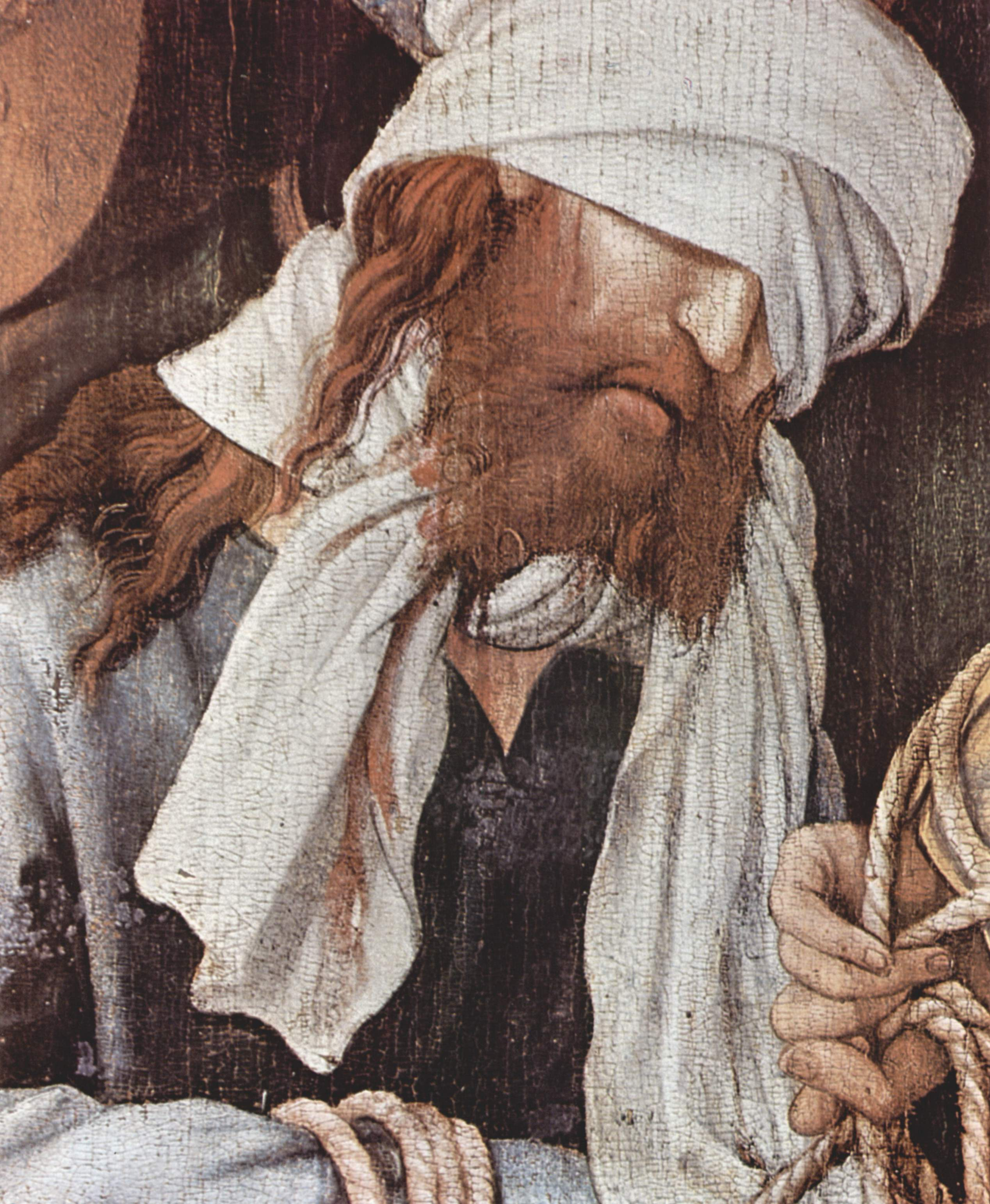
Detailansicht Christi in Matthias Grünewalds Werk Verspottung Christi